# تشاك فيربانكس
تشاك فيربانكس (بالإنجليزية: Chuck Fairbanks)‏ هو مدرب رياضي أمريكي، ولد في 10 يونيو 1933 في ديترويت في الولايات المتحدة، وتوفي في 2 أبريل 2013 في سكوتسديل في الولايات المتحدة.